# Superintendência de Desportos do Estado do Rio de Janeiro
A Superintendência de Desportos do Estado do Rio de Janeiro, conhecida pela sigla Suderj, é uma autarquia do estado do Rio de Janeiro responsável pela administração ou fiscalização do contrato de cessão de diversos complexos esportivos fluminenses, entre eles o Complexo Esportivo da Rocinha e a Vila Olímpica do Sampaio.
Administrativamente se subordina à Secretaria de Estado de Esporte Lazer  (SEEL)
Atualmente é presidida por Marcos Santos.

## História
Em 1947 foi criada a Administração do Estádio Municipal (ADEM), subordinada à prefeitura do Distrito Federal, para administrar o projeto de construção do estádio do Maracanã, que seria utilizado para a Copa do Mundo de 1950. Com a criação do estado da Guanabara, devido a transferência da capital do país para Brasília, em 1960, a ADEM passou a se chamar Administração dos Estádios do Estado da Guanabara (ADEG), com o famoso "ADEG informa". Em 1975, quando ocorre a fusão do estado da Guanabara com o estado do Rio de Janeiro, torna-se finalmente Superintendência de Desportos do Estado do Rio de Janeiro (SUDERJ) passando a administrar complexos esportivos além da capital fluminense e trazendo o famoso "Suderj informa".

## Ex-presidentes
- Eduardo Paes
- Chiquinho da Mangueira
- Sávio Franco
- Everardo Candido
- Rodrigo Vizeu
- José Ricardo Brito
- Gelby Justo
- Renato de Paula

## Centros esportivos
- Fiscalização de cessão:
  - Estádio do Maracanã

- Administração e operação:
  - Complexo Esportivo da Rocinha
  - Vila Olímpica do Sampaio